# Пик Карла Маркса
Пик Ка́рла Ма́ркса, Пик Ма́ркса (тадж. Қуллаи Карл Маркс) — высшая точка Шахдаринского хребта, расположенного на юго-западе Памира в Таджикистане (6726 м). Общая площадь ледников, расположенных на вершине, составляет 120 км². Первое восхождение на вершину пика было совершено советскими альпинистами в 1946 году (Е. Белецкий, Е. Абалаков, А. Багров, Е. Иванов, П. Семёнов, А. Сидоренко и А. Угаров).
Первоначальное название пика — пик Царя Миротворца — было дано в конце XIX века кем-то из первых русских исследователей[уточнить] южной части Памира в честь императора Александра III. В советское время пик переименован по имени теоретика коммунизма Карла Маркса.